# Thomas Gloag
Thomas Gloag (født 13. september 2001 i East Dulwich) er en professionel cykelrytter fra England, der er på kontrakt hos Team Visma | Lease a Bike.

## Karriere
I 2012 begyndte Gloag at cykle hos London-klubben Velo Club Londres, hvor han primært dyrkede banecykling på Herne Hill Velodrome. I 2020 skiftede han til det engelske hold Trinity Racing, som var begyndt at satse på landevejscykling.
I 2021 endte han på fjerdepladsen ved Giro Ciclistico d'Italia, kendt som Baby Giroen. Han vandt også U23-løbet Ronde de l'Isard. Ved Tour de l'Avenir 2021 fik han flere top 5 placeringer, og lå samlet nummer seks inden han udgik af løbet. I vinteren 2021-2022 var han på træningslejr med World Tour-holdet Ineos Grenadiers, men blev i slutningen af juli 2022 rygtet til at skifte til Team Jumbo-Visma fra 2023. I august kunne UCI offentliggøre at Gloag var blevet stagiaire hos det hollandske hold for resten af året.